# Diphascon clavatum
Diphascon clavatum är en djurart som tillhör fylumet trögkrypare, och som först beskrevs av Bartos 1935.  Diphascon clavatum ingår i släktet Diphascon och familjen Hypsibiidae. Inga underarter finns listade i Catalogue of Life.